# Benoit Perthame
Benoit Perthame (França, 23 de junho de 1959) é um matemático francês, que trabalha com equações diferenciais parciais não-lineares e suas aplicações em biologia. É professor da Universidade Pierre e Marie Curie e do Laboratoire Jacques-Louis Lions.
Perthame estudou na École normale supérieure (ENS), onde foi assistente. Obteve a habilitação em 1987, orientado por Pierre-Louis Lions (Thèse d´Etat) 1988 wurde er Professor an der Universität von Orléans und seit 1993 war er Professor an der Universität Paris VI und am Institut Universitaire de France. 1997 bis 2007 war er an die ENS abgestellt. Seit 1989 ist er wissenschaftlicher Berater des Institut national de recherche en informatique et en automatique (INRIA) und leitet dort seit 1998 die BANG Gruppe (Analyse numérique de modèles non linéaires pour la Biologie et la Géophysique).
Foi palestrante convidado do Congresso Internacional de Matemáticos em Zurique (1994: Kinetic Equations and Hyperbolic Systems of Conservation Laws) e palestrante plenário do Congresso Internacional de Matemáticos em Seul (2014: Some mathematical aspects of tumor growth and therapy).
recebeu a Medalha Blaise Pascal de 2013. Em 2016 foi eleito membro da Academia Europaea, em 2017 da Académie des Sciences.
Dentre seus alunos de doutorado consta Vincent Calvez.